# ナタリー・シェイファー
ナタリー・シェイファー（Natalie Schafer, 1912年11月5日 - 1991年4月10日）は、アメリカ合衆国ニュージャージー州出身の女優である。

## 人物

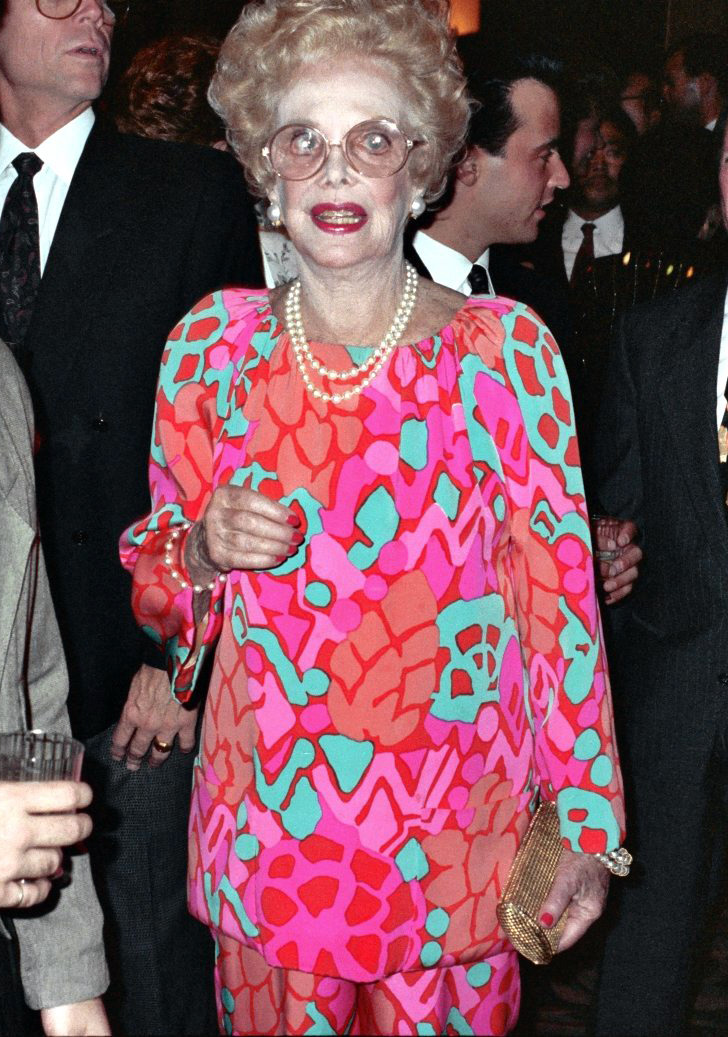
1990年当時

## 出演作品

### 映画
- スーザンの恋
- ドレス
- イナゴの日
- 追想
- 魅せられて（ドロシー）
- 扉の陰の秘密
- 恐怖の一年

### テレビシリーズ
- ギリガン君SOS（奥さん）